# Strawbs
Strawbs (иногда The Strawbs) — британская рок-группа, образованная в 1964 году певцом, гитаристом и автором Дэйвом Казинсом. Strawbs начали с блюграсс-репертуара, но постепенно перешли в лагерь прогрессив-рока, сохранив при этом интерес к народной музыке и став вскоре одной из немногих prog-групп, приблизившихся к границам фолк-рока.
С приходом в 1972 году Дэйва Ламберта Strawbs, ужесточив звучание, вышли на пик своей карьеры. Альбом 1973 года Bursting at the Seams (#2, UK) обеспечил группе коммерческий прорыв. Успех в Британии имели и синглы из него: «Lay Down» (#12 UK) и «Part of the Union» (#2 UK), первый в истории «профсоюзный хит»).
В числе известных музыкантов, в разное время входивших в состав Strawbs, — Сэнди Денни (позже — участница Fairport Convention), Соня Кристина (позже — Curved Air), Рик Уэйкман (Yes), Блю Уивер (Amen Corner, Mott the  Hoople, Bee Gees), Джон Хоукен (Renaissance, Spooky Tooth, Vinegar Joe).

## Состав

### Текущий состав
- Дэйв Ламберт  — акустическая гитара, электрогитара, вокала (1972–1978, с 1999)
- Час Кронк — бас-гитара, акустическая гитара, вокал (1973–1980, с 2004)
- Тони Фернандес — ударные (1977–1980, 2010–2012, с 2014)
- Дэйв Бэйнбридж — клавишные (с 2015)

### Бывшие участники
- Дэйв Казинс (ум. 2025) — гитара, дульсимер, банджо, вокал (1964–1980, с 1983)

## Дискография

### Альбомы
- Strawbs (1969)
- Strawberry Sampler Number 1
- Dragonfly (1970)
- Just a Collection of Antiques and Curios (1970 концертный альбом)
- From the Witchwood (1971)
- Grave New World (1972)
- Two Weeks Last Summer (1972, сольный альбом Дэйва Казинса, записанный с участниками Strawbs)
- Bursting at the Seams (1973)
- All Our Own Work (1973; Sandy Denny and the Strawbs», записан в Дании, 1967)
- Hero and Heroine (1974)
- Strawbs by Choice (1974, компиляция)
- Early Strawbs (1974, канадская компиляция)
- Ghosts (1975)
- Nomadness (1975)
- Deep Cuts (1976)
- Burning for You (1977)
- Deadlines (1977)
- Classic Strawbs (1977, канадская компиляция)
- The Best of Strawbs (1978)
- Don’t Say Goodbye (1987)
- Preserves Uncanned (1990, демо 1960-х годов)
- Sandy Denny and the Strawbs (1991)
- Ringing Down the Years (1991)
- A Choice Selection of Strawbs (1992, сборник)
- Greatest Hits Live (1993, TV «Bedrock», 1990)
- Heartbreak Hill (1995, запись 1978 года)
- Strawbs in Concert (1995, BBC «In Concert» , 1973—1974)
- Halcyon Days (1997, сборник)
- Concert Classics (1999, BBC «Sight and Sound», 1977)
- The Complete Strawbs (2000, концерт к 30-й годовщине, Chiswick House)
- Baroque & Roll (2001, акустический альбом)
- The Collection (2002)
- Tears and Pavan — An Introduction to Strawbs (2002, сборник)
- 20th Century Masters: The Millennium Collection: The Best of Strawbs (2003)
- Blue Angel (2003)
- Déjà Fou (2004)
- Full Bloom (акустический концерт, 2005)
- Strawbs Live at Nearfest 2004 (2005)
- Painted Sky (2005)
- Recollection (2006, концертный альбом)
- Taste of Strawbs (2006, 4 CDs, 1967—2006)
- Strawbs NY '75 (2007, концертный альбом, 1975)
- Lay Down with the Strawbs (2008, 2 CD, live at The Robin in Bilston 5th March 2006)
- The Broken Hearted Bride (2008)
- Dancing To The Devils Beat (2009)
- Hero And Heroine In Ascencia (2011)
- Acoustic Gold (2011)
- Prognostic (2014)
- The Ferryman's Curse (2017)
- Settlement (2021)

#### DVDs
- Complete Strawbs: The Chiswick House Concert (2002)
- Strawbs Live in Tokyo DVD, plus Grave New World, the movie (2003)
- Acoustic Strawbs Live in Toronto (2004)
- Acoustic Strawbs: Live At Hampton Court Palace (2009)

#### Хит-синглы
- «Lay Down» (UK #12 1972)
- «Part of the Union» (UK #2 1973) (Canada #48 1973)
- «Shine on Silver Sun» (UK #34 1973)
- «I Only Want My Love to Grow in You» (1976)

#### Фильмография
- «Grave New World» (1973)